# 廣瀬資料館
廣瀬資料館（ひろせしりょうかん）は、大分県日田市豆田魚町にある日田地区の民俗および経済に関する博物館。国史跡「廣瀬淡窓旧宅及び墓」のうち旧宅の新座敷や二号蔵などを利用している。運営は公益財団法人廣瀬資料館。

## 概要

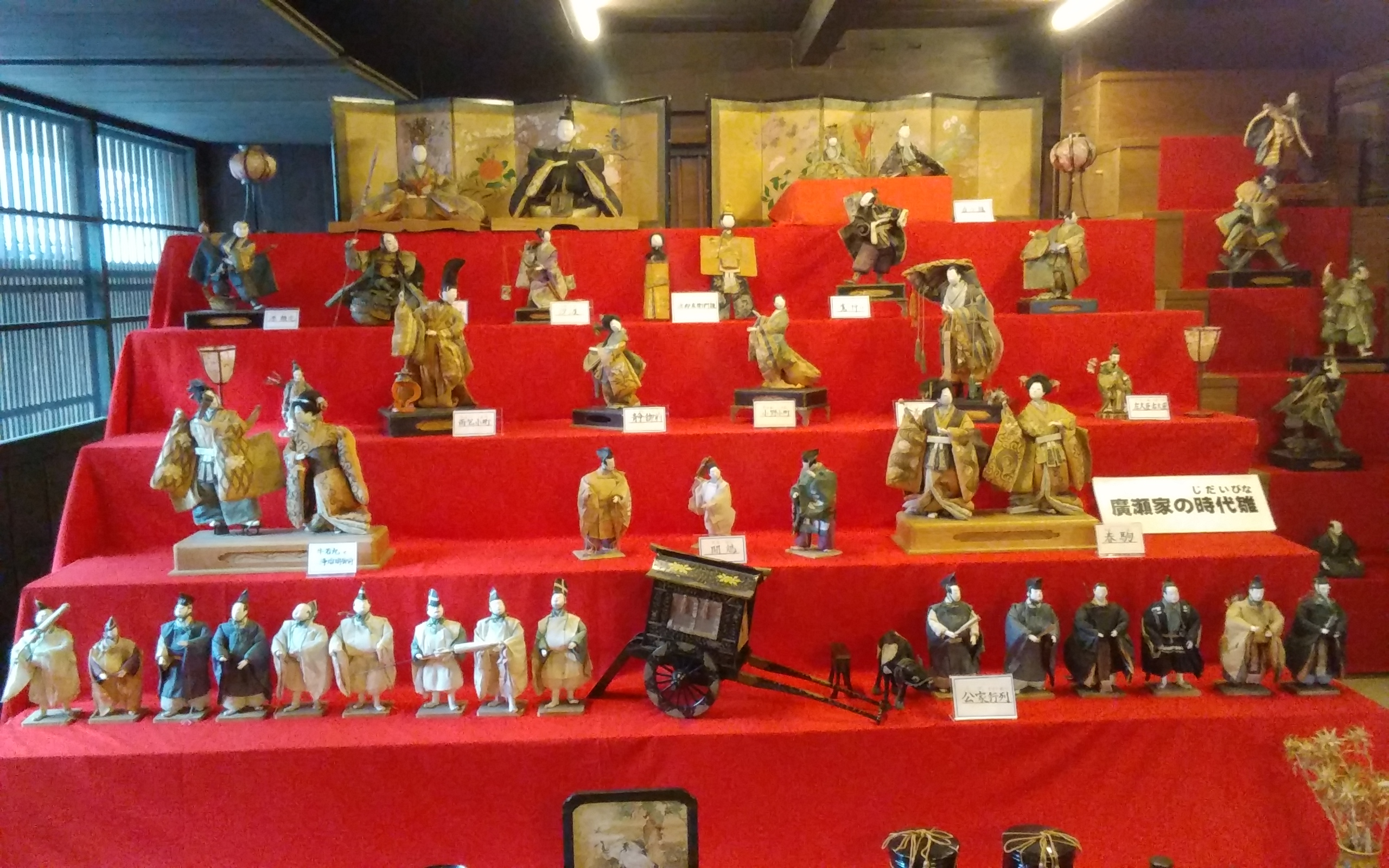
天領日田おひなまつり期間中に展示された廣瀬家の時代雛

江戸時代に使用していた器具や書物などを展示する民俗資料館として運営されている。大分県知事広瀬勝貞、および私塾咸宜園を興した広瀬淡窓の実家でもある。
国史跡「廣瀬淡窓旧宅及び墓」の廣瀬淡窓旧宅の一部を資料館として利用している。延宝元年（1673年）に廣瀬家初代五左衛門が移り住んだ地で屋号を初めは堺屋、後に博多屋とした。旧宅は魚町通りを挟んで南北に分かれており、淡窓は北を「北家」、南を「南家」と呼んでいた。
廣瀬資料館のほか、廣瀬淡窓旧宅の主屋入口部分や淡窓が歩いた路地、隠宅庭園などが公開されている。

## 歴史
宗家第1世五左衛門の先祖は、甲斐武田晴信（信玄）の家臣であった広瀬郷左衛門の弟、広瀬将監正直であるという。延宝元年（1673年）五左衛門貞昌が、18歳の頃に筑前博多より、日田に店を移し堺屋と号したのち博多屋と改号する。郡代より掛屋を任せられ、6世広瀬久兵衛の頃に豊前海岸干拓工事を取り仕切り、郡代塩谷大四郎正義より小ヶ瀬井路、日田川通船工事を命じられる。